# Captain Sensible
Captain Sensible, pseudonimo di Raymond Ian Burns, detto Ray (Balham, 24 aprile 1954), è un cantante, chitarrista, compositore e bassista britannico, cofondatore dei Damned.

## Biografia
Dopo aver lasciato i Damned nel 1984, Captain Sensible ha intrapreso una carriera da solista, pubblicando sette album.
Nel 2006 ha fondato un partito, il Blah! Party, dopo essere stato precedentemente membro del Green Party.

## Discografia parziale

### Solista

#### Album in studio
- 1982 - Women and Captains First
- 1984 - The Power of Love
- 1989 - Revolution Now
- 1993 - The Universe of Geoffrey Brown
- 1994 - Live at the Milky Way
- 1995 - Meathead
- 1997 - Mad Cows and Englishmen

#### Singoli
- 1982 - Wot
- 1982 - Happy Talk

### Con i Damned

#### Album in studio
- 1977 - Damned Damned Damned
- 1977 - Music for Pleasure
- 1979 - Machine Gun Etiquette
- 1980 - The Black Album
- 1982 - Strawberries
- 2001 - Grave Disorder
- 2008 - So, Who's Paranoid?
- 2018 - Evil Spirits

#### Album dal vivo
- 1982 - Live Shepperton 1980
- 1983 - Live at Newcastle
- 1989 - Final Damnation
- 1997 - Fiendish Shadows
- 1999 - Eternal Damnation Live
- 1999 - Molten Lager

#### Raccolte
- 1981 - The Best of the Damned

### Con i Dead Men Walking
- 2001 - Live at Guildford
- 2001 - Live at Leeds
- 2004 - Live at Darwen
- 2006 - Graveyard Smashes Volume 1